# Världsmästerskapen i hastighetsåkning på skridskor 1912
Världsmästerskapen i hastighetsåkning på skridskor 1912 avgjordes under perioden 17-18 februari 1912 på Gamle Frogner i Kristiania, Norge.
Nikolay Strunnikov var regerande mästare, men ställde inte upp.
Oscar Mathisen fick lägst antal poäng, vann alla fyra lopp, och korades till världsmästare. Han blev därmed världsmästare för tredje gången, en bedrift som bara Jaap Eden gjort tidigare.

## Allroundresultat
| Placering | Åkare              | Nation     | Poäng | 500 meter | 5 000 meter  | 1500 meter  | 10 000 meter |
| 1         | Oscar Mathisen     | Norge      | 4     | 44.2 (1)  | 8:45.2 (1)   | 2:20.8 (1)  | 17:46.3 (1)  |
| 2         | Gunnar Strömstén   | () Finland | 10,5  | 47.0 (5)  | 8:53.3 (3)   | 2:26.1 (2)  | 18:13.3 (2)  |
| 3         | Trygve Lundgreen   | Norge      | 12,5  | 47.0 (5)  | 8:52.5 (2)   | 2:27.3 (4)  | 18:15.3 (3)  |
| 4         | Martin Sæterhaug   | Norge      | 19    | 46.6 (3)  | 9:11.9 (7)   | 2:26.3 (3)  | 18:57.9 (7)  |
| 5         | Ernst Cederlöf     | Sverige    | 20    | 47.2 (7)  | 9:06.6 (4)   | 2:28.2 (5)  | 18:18.2 (6)  |
| 6         | Stener Johannessen | Norge      | 22    | 48.1 (10) | 9:07.1 (5)   | 2:28.3 (6)  | 18:16.8 (5)  |
| 7         | Vasilij Ippolitov  | Ryssland   | 24,5  | 48.2 (11) | 9:07.9 (6)   | 2:28.9 (7)  | 18:16.7 (4)  |
| 8         | Einar Berntzen     | Norge      | 31,5  | 48.2 (11) | 9:27.7 (9)   | 2:32.4 (8)  | 19:16.4 (8)  |
| 9         | Olaf Hansen        | Norge      | 36    | 51.0 (14) | 9:47.7 (11)  | 2:39.8 (13) | 19:57.2 (9)  |
| NC        | Magnus Herseth     | Norge      | -     | 47.7 (9)  | 10:05.6 (14) | 2:35.8 (11) | NF           |
| NC        | Thoralf Thoresen   | Norge      | -     | 47.5 (8)  | 9:47.6 (10)  | 2:35.2 (10) | NF           |
| NC        | Bjarne Frang       | Norge      | -     | 46.7 (4)  | 9:57.6 (13)  | 2:33.8 (9)  | NS           |
| NC        | Reidar Gundersen   | Norge      | -     | 48.6 (13) | 9:53.0 (12)  | 2:38.0 (12) | NS           |
| NC        | Henning Olsen      | Norge      | -     | 46.2 (2)  | 9:14.5 (8)   | NS          | NS           |
| NC        | Aksel Mathiesen    | Norge      | -     | NF        | NS           | NS          | NS           |

 * = Föll
NC = Utan slutplacering
NF = Slutförde ej tävlingen
NS = Startade ej
 DQ = Diskvalificerad
Källor: SpeedSkatingStats.com

## Regler
Fyra distanser åktes:
- 500 meter
- 1500 meter
- 5000 meter
- 10000 meter

Ranking gjordes efter ett poängsystem. Poängen delades ut till åkare som åkt alla distanser. Slutrankingen avgjordes sedan genom att rangordna åkarna, med lägsta poäng först.
- 1 poäng för 1:e plats
- 2 poäng för 2:a plats
- 3 poäng för 3:e plats
- och så vidare

Dåtida godkände också att om någon vunnit minst tre av fyra distanser blev denna världsmästare.
Silver- och bronsmedaljer delades ut.

### Fotnoter
1. ↑  ”Results of the 1912 World Championship Allround Men”. SpeedSkatingStats.com. http://www.speedskatingstats.com/index.php?file=championships&g=m&type=wchall&year=1912. Läst 25 augusti 2012.